# 乳酸発酵

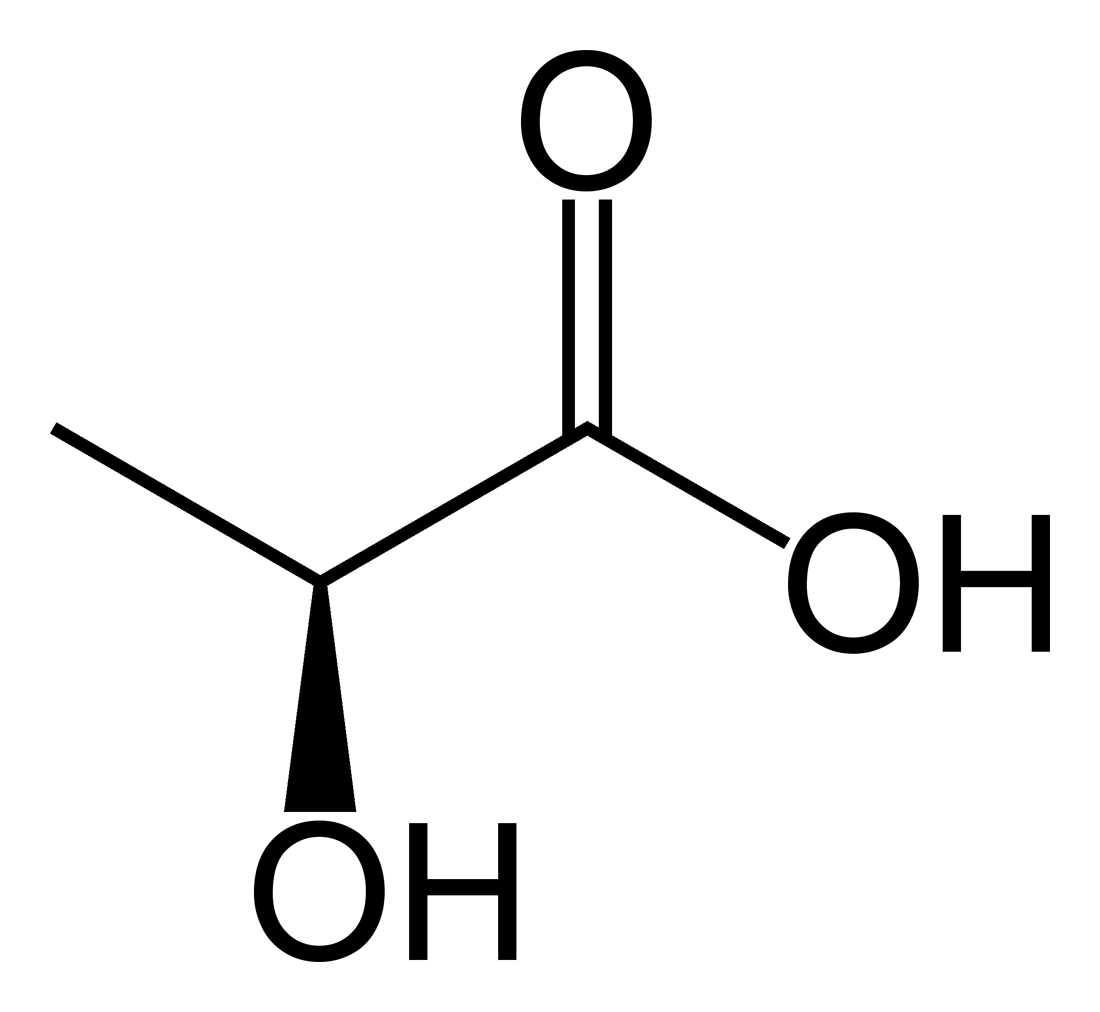
乳酸の構造

乳酸発酵（にゅうさんはっこう、英: Lactic acid fermentation）は、酸素非存在下の細菌や動物細胞で起こる発酵の形式の1つである。乳酸発酵を通じて、1分子のグルコースは最終的に2分子の乳酸になる。
{\displaystyle {\ce {C6H12O6 ->2CH3CH(OH)COOH}}}

## 発酵
解糖系によって2分子のATPが生産され、2分子のNAD＋がNADHに変換され、2分子のピルビン酸が生じる。この過程でグルコースの持つエネルギーの大半はピルビン酸に残ったままである。グルコースを二酸化炭素にまで完全に分解するにはピルビン酸をクエン酸回路と電子伝達系により酸化しなければならない。
酸素の有無に関わらず、クエン酸回路と電子伝達系が機能している時は、解糖系を活性化することでATPの要求に応えられる。生じたピルビン酸は乳酸発酵により、乳酸に変換される。
ピルビン酸の乳酸への変換に伴って、NAD+が再生され、解糖系を続けることができる。乳酸は細胞外へ拡散し、血液に入る。肝臓で再びピルビン酸に戻され、酸素が再び供給されると消費される。心筋などのある種の細胞は乳酸に対して特に高い透過性を持つ。乳酸はピルビン酸に変換され、クエン酸回路を通って通常の代謝経路へ回される。このような細胞には酸素が多量に供給されるため、乳酸の蓄積は起こりにくい。過剰の乳酸は肝臓でピルビン酸、グルコースへと続いて変換される。この反応はコリ回路の一部を構成する。
ホスホフルクトキナーゼは酸性側では活性が阻害され、乳酸の生成、乳酸アシドーシスを阻害するため、血液のpHが急激に下がることがある。ホスホフルクトキナーゼは解糖系で不可逆の反応を触媒する。筋肉の痙攣は、血液中の乳酸濃度の上昇などと言われていたが近年は否定されている。また、発汗によるイオンバランスの崩れによって起こるとも言われるが、それ以外の多くの要因も影響していると考えられる。

## 食品
食品において、ザウアークラウト、漬物、なれずし、ヨーグルト、甘酒、メンマ、阿波晩茶、ライ麦パンなどが乳酸発酵を利用している。